# Salzkotten
Salzkotten település Németországban, azon belül Észak-Rajna-Vesztfália tartományban. Lakosainak száma 25 283 fő (2023. december 31.). Salzkotten Büren, Geseke, Lippstadt, Delbrück, Paderborn, Borchen és Bad Wünnenberg községekkel határos.

## Népesség
A település népességének változása:
| Lakosok száma | 17 068 | 25 159 | 25 062 | 25 040 | 25 311 | 25 283 |
|               | 1975   | 2017   | 2019   | 2021   | 2022   | 2023   |